# 9 mars aux Jeux paralympiques d'hiver de 2014
Le dimanche 9 mars aux Jeux paralympiques d'hiver de 2014 est le deuxième jour de compétition.

## Programme
| Heure UTC+4 (Sotchi)                          |               |
| bleu                                          | Cérémonie     |
| neutre                                        | Épreuve       |
| or                                            | Finale        |
| orange                                        | Petite finale |
| rose                                          | Reporté       |
| gris                                          | Annulé        |
| Compétition masculine                         | Hommes        |
| Compétition féminine                          | Femmes        |
| Compétition mixte (hommes et femmes mélangés) | Mixte         |
| Compétition en couple (1 homme et 1 femme)    | Couple        |
| modifier                                      |               |

L'heure indiquée est celle de Sotchi, pour l'heure Française il faut enlever 3 heures. 
| Horaire | Discipline Spécialité | Discipline Spécialité        | Discipline Spécialité | Phase                         | Résultats                                                | Références |
| 09:30   |                       | Curling                      |                       | Phase préliminaire 3e session | 4-6                                                      |            |
| 09:30   |                       | Curling                      |                       | Phase préliminaire 3e session | 8-5                                                      |            |
| 09:30   |                       | Curling                      |                       | Phase préliminaire 3e session | 3-8                                                      |            |
| 09:30   |                       | Curling                      |                       | Phase préliminaire 3e session | 4-7                                                      |            |
| 09:30   |                       | Hockey sur luge              |                       | Manche préliminaire Groupe A  | 2-1                                                      |            |
| 10:00   |                       | Ski alpin Super-G malvoyants |                       | Finale                        | Jakub Krako · Mark Bathum · Mac Marcoux                  | [ 1 ]      |
| 10:00   |                       | Ski de fond 15 km assis      |                       | Finale                        | Roman Petushkov · Irek Zaripov · Aleksandr Davidovich    | [ 2 ]      |
| 10:20   |                       | Ski alpin Super-G debout     |                       | Finale                        | Markus Salcher · Matthias Lanzinger · Alexey Bugaev      | [ 1 ]      |
| 11:15   |                       | Ski alpin Super-G assis      |                       | Finale                        | Akira Kano · Taiki Morii · Caleb Brousseau               | [ 1 ]      |
| 12:30   |                       | Ski de fond 12 km assis      |                       | Finale                        | Lyudmyla Pavlenko · Oksana Masters · Svetlana Konovalova | [ 2 ]      |
| 13:00   |                       | Hockey sur luge              |                       | Manche préliminaire Groupe A  | 4-0                                                      |            |
| 15:30   |                       | Curling                      |                       | Phase préliminaire 4e session | 7-4                                                      |            |
| 15:30   |                       | Curling                      |                       | Phase préliminaire 4e session | 6-9                                                      |            |
| 15:30   |                       | Curling                      |                       | Phase préliminaire 4e session | 8-4                                                      |            |
| 16:30   |                       | Hockey sur luge              |                       | Manche préliminaire Groupe B  | 3-0                                                      |            |
| 20:00   |                       | Hockey sur luge              |                       | Manche préliminaire Groupe B  | 7-0                                                      |            |

### Médailles du jour
| Rang  | Nation     | Or | Argent | Bronze | Total |
| ----- | ---------- | -- | ------ | ------ | ----- |
| 1     | Russie     | 1  | 1      | 3      | 5     |
| 2     | Japon      | 1  | 1      | 0      | 2     |
| =     | Autriche   | 1  | 1      | 0      | 2     |
| 4     | Slovaquie  | 1  | 0      | 0      | 1     |
| =     | Ukraine    | 1  | 0      | 0      | 1     |
| 6     | États-Unis | 0  | 2      | 0      | 2     |
| 7     | Canada     | 0  | 0      | 2      | 2     |
| Total | Total      | 5  | 5      | 5      | 15    |